# Helibelton Palacios
Helibelton Palacios Zapata (Santander de Quilichao, 11 de junho de 1993) é um futebolista colombiano que atua como lateral-direito. Atualmente defende o Millonarios, emprestado pelo Cruzeiro.

## Carreira
Palacios fez parte do elenco da Colômbia nas Olimpíadas de 2016.

## Títulos
Deportivo Cali
- Campeonato Colombiano: 2015 A

Atlético Nacional
- Florida Cup: 2018
- Copa da Colômbia: 2018